# Листна жаба на Хименес
Листните жаби на Хименес (Pristimantis lacrimosus) са вид земноводни от семейство Strabomantidae.
Срещат се в средната част на Андите в Южна Америка.
Таксонът е описан за пръв път от испанския зоолог Маркос Хименес да ла Еспада през 1875 година.